# Мирненська сільська адміністрація
Ми́рненська сільська адміністрація (каз. Мирный ауылдық әкімдігі, рос. Мирненская сельская администрация) — адміністративна одиниця у складі Мойинкумськогорайону Жамбильської області Казахстану. Адміністративний центр та єдиний населений пункт — село Мирний.
Населення — 591 особа (2021; 864 у 2009, 2054 у 1999, 668 у 1989).
Станом на 1989 рік існувала Мирненська селищна рада (смт Мирний, селище ГРЕ). 1997 року до складу Мирненської селищної адміністрації була приєднана ліквідована Акбакайська селищна адміністрація — було утворено Мирненський селищний округ. 2001 року був виділений Акбакайський селищний округ. 2013 року Мирненський селищний округ був перетворений в сільську адміністрацію. 2019 року було ліквідовано село ГРЕ 21.

## Склад
До складу адміністрації входять такі населені пункти:
| Населений пункт | Старі назви                                    | Населення, осіб (1989) | Населення, осіб (1999) | Населення, осіб (2009) | Населення, осіб (2021) |
| --------------- | ---------------------------------------------- | ---------------------- | ---------------------- | ---------------------- | ---------------------- |
| ГРЕ 21, село    | ГРЕ, Гре 21, Геолого-розвідувальна партія 21-а | 668                    | 230                    | 23                     | -                      |
| Мирний, село    | -                                              | -                      | 1824                   | 841                    | 591                    |